# Poolbillard-Jugendeuropameisterschaft 1987
Die Poolbillard-Jugendeuropameisterschaft 1987 war die siebte Austragung der von der European Pocket Billiard Federation veranstalteten Jugend-Kontinentalmeisterschaft im Poolbillard.
Ausgespielt wurden die Disziplinen 14/1 endlos, 8-Ball und 9-Ball in den Kategorien Junioren und Schüler sowie der Mannschafts-Europameister der Schüler.
Die Junioren-Wettbewerbe fanden in Stolberg im Rheinland statt, die Schüler-Wettbewerbe wurden in Gevelsberg ausgetragen.

## Medaillengewinner
| Disziplin              | Gold            | Silber             | Bronze                        |       |
| ---------------------- | --------------- | ------------------ | ----------------------------- | ----- |
| Junioren – 14/1 endlos | Ralf Souquet    | Marco Schachner    | Marc Glatz C. Lakey           | [ 1 ] |
| Junioren – 8-Ball      | Klaus Zobrekis  | N. Johannesson     | A. Katnik Martin Schröder     | [ 2 ] |
| Junioren – 9-Ball      | Paul Hultgren   | Andreas Vondenhoff | Herbert Friedemann J. H. Kemi | [ 3 ] |
| Schüler – 14/1 endlos  | Palle Jennerval | Jörg Schwarberg    | Jürgen Bittner Tomas Larsson  | [ 4 ] |
| Schüler – 8-Ball       | Guido Eymael    | M. Bjorklund       | Thomas Mehtala Michael Faltin | [ 5 ] |
| Schüler – 9-Ball       | Bernd Jahnke    | Pelle Ljungberg    | Thomas Mehtala P. Antonsson   | [ 6 ] |
| Schüler-Mannschaft     | Deutschland     | Schweden           | Schweiz                       | [ 7 ] |